# Liste der Fürsten von Liechtenstein
Die Herren von Liechtenstein wurden 1608 in den erblichen Fürstenstand erhoben. Sie erwarben 1699 die Herrschaft Schellenberg und 1712 die Grafschaft Vaduz, die 1719 zum Fürstentum Liechtenstein erhoben wurden. Der Landesfürst von Liechtenstein war bis zum Ende des Heiligen Römischen Reichs dadurch Reichsfürst.

## Fürsten von Liechtenstein
| #  | Bild | Name          | Regentschaft | Lebensdaten | Legitimation                     | Bemerkungen                                           |
| -- | ---- | ------------- | ------------ | ----------- | -------------------------------- | ----------------------------------------------------- |
| 1. |      | Karl I.       | 1608–1627    | 1569–1627   | 1608 in den Fürstenstand erhoben |                                                       |
| 2. |      | Karl Eusebius | 1627–1684    | 1611–1684   | Sohn des Vorgängers              | bis 1632 unter Vormundschaft seines Onkels Maximilian |
| 3. |      | Hans-Adam I.  | 1684–1712    | 1657–1712   | Sohn des Vorgängers              |                                                       |

## Herrscher des Fürstentums Liechtenstein
| #   | Bild | Name                | Regentschaft | Lebensdaten | Legitimation                    | Bemerkungen                                                                             |
| --- | ---- | ------------------- | ------------ | ----------- | ------------------------------- | --------------------------------------------------------------------------------------- |
| 1.  |      | Anton Florian       | 1712–1721    | 1656–1721   | Cousin 2. Grades des Vorgängers | 1719 Erhebung der Herrschaft Schellenberg und der Grafschaft Vaduz zum Reichsfürstentum |
| 2.  |      | Josef Johann Adam   | 1721–1732    | 1690–1732   | Sohn des Vorgängers             |                                                                                         |
| 3.  |      | Johann Nepomuk Karl | 1732–1748    | 1724–1748   | Sohn des Vorgängers             | bis 1745 unter Vormundschaft von Josef Wenzel                                           |
| 4.  |      | Josef Wenzel        | 1748–1772    | 1696–1772   | Onkel 2. Grades des Vorgängers  |                                                                                         |
| 5.  |      | Franz Josef I.      | 1772–1781    | 1726–1781   | Neffe des Vorgängers            |                                                                                         |
| 6.  |      | Alois I.            | 1781–1805    | 1759–1805   | Sohn des Vorgängers             |                                                                                         |
| 7.  |      | Johann I. Josef     | 1805–1836    | 1760–1836   | Bruder des Vorgängers           |                                                                                         |
| 8.  |      | Alois II.           | 1836–1858    | 1796–1858   | Sohn des Vorgängers             |                                                                                         |
| 9.  |      | Johann II.          | 1858–1929    | 1840–1929   | Sohn des Vorgängers             | 1862 Einführung einer Verfassung, die er 1921 reformierte                               |
| 10. |      | Franz I.            | 1929–1938    | 1853–1938   | Bruder des Vorgängers           | ab 1930 fallweise Stellvertretung durch Thronfolger Franz Josef                         |
| 11. |      | Franz Josef II.     | 1938–1989    | 1906–1989   | Großneffe des Vorgängers        | 1984 Ernennung des Thronfolgers Hans-Adam zu seinem amtsausführenden Stellvertreter     |
| 12. |      | Hans-Adam II.       | seit 1989    | * 1945      | Sohn des Vorgängers             | 2004 Ernennung des Thronfolgers Alois zu seinem amtsausführenden Stellvertreter         |

## Erbprinz
- Erbprinz Alois von und zu Liechtenstein (* 1968), ältester Sohn und Stellvertreter des Fürsten Hans Adam II.